# ABCD 2
Vous pouvez aider à l'améliorer ou bien discuter des problèmes sur sa page de discussion.
- Son texte doit être wikifié : il ne correspond pas à la mise en forme Wikipédia (style, typographie, liens internes, liens entre les wikis, etc.). (Marqué depuis octobre 2024)
- La traduction doit être revue. Le contenu est difficilement compréhensible à cause d’erreurs de traduction, peut-être dues à l’utilisation d’un logiciel de traduction automatique. (Marqué depuis octobre 2024)

Série
ABCD : Tout le monde peut danser
(2013)
Pour plus de détails, voir Fiche technique et Distribution.
ABCD 2, également connu sous le nom de Any Body Can Dance 2, est un film de danse indien en langue hindi de 2015 réalisé et chorégraphié par Remo D'Souza et produit par Siddharth Roy Kapur sous Walt Disney Pictures. Suite autonome du film ABCD: Any Body Can Dance de 2013, le film met en vedette Prabhu Deva, Varun Dhawan et Shraddha Kapoor dans les rôles principaux aux côtés de Sushant Pujari, et s'inspire en partie des récits de vie de Suresh Mukund et Vernon Monteiro, interprétés respectivement par Dhawan et Pujari, fondateurs de « l'équipe de danse fictive » The Kings, qui ont remporté le championnat du monde de danse hip-hop à San Diego.
ABCD 2 est sorti par UTV Motion Pictures le 19 juin 2015 en 3D et était l'un des deux seuls films musicaux originaux de Disney sur le marché indien, avec Sachin-Jigar composant la bande sonore et la musique de fond, tandis que Mayur Puri a écrit les dialogues et les paroles,. Le navire de guerre désarmé INS Vikrant a été présenté comme toile de fond derrière la zone d'entraînement des danseurs pendant la première moitié du film. D'Souza et Tushar Hiranandani ont écrit le scénario.
ABCD 2 a reçu des critiques mitigées à positives, avec des éloges pour sa conception de la production, sa chorégraphie, sa musique et les performances de Deva, Dhawan et Kapoor, tandis que les critiques visaient son écriture et sa longueur.
ABCD 2 - The Official Game, un jeu vidéo mobile de danse a été développé par Indiagames Ltd. et publié avec le film.

## Synopsis
Suresh « Suru » Mukund, un serveur dans un bar, veut devenir un grand danseur pour réaliser le souhait de sa défunte mère Durgadevi, pour lequel il est soutenu par son meilleur ami Vernon Monteiro, un livreur de pizza. Vinita « Vinnie » Sharma, coiffeuse, veut devenir la meilleure danseuse de hip-hop. Amis d'enfance de la banlieue de Nalasopara, à Mumbai, ils forment une équipe et participent à une compétition de niveau national Hum Kisi Se Kum Nahin où ils sont disqualifiés de la grande finale car leurs mouvements se révèlent être copiés sur la performance des Philippine All Stars et les juges les qualifient de « tricheurs ». Tout le monde part à la recherche d'un emploi. Suru retourne travailler comme serveur, Vinnie rejoint un salon de beauté et Vernon revient comme livreur où, de temps en temps, ils sont insultés comme des tricheurs. Le départ de coéquipiers en colère ajoute l’injure à l’insulte, et rien n’est prêt à être corrigé.
Suru espère se débarrasser de cette étiquette négative en prévoyant de remporter une compétition de hip-hop plus importante à Las Vegas, le Championnat du monde de danse, où les Philippine All Stars sont très populaires. Un jour, il regarde Vishnu, un visiteur voyou, prouver son talent de danseur à un visiteur parieur dans le bar et le convainc à plusieurs reprises d'être leur chorégraphe. Ils auditionnent des personnes et constituent l'équipe. Lors des entraînements pour les qualifications, Vinod, un danseur sourd-muet, découvre l'amour caché de Vinnie et Suru l'un pour l'autre. Ils assistent aux qualifications à Bangalore, où ils sont insultés à l'avance comme des tricheurs, mais parviennent à gagner après que Vishnu ait supplié le public de donner une dernière chance à l'équipe. Bien que tout va bien, Suru est brisé lorsque Shetty Anna, la propriétaire du bar où il est employé, refuse de lui fournir un soutien financier s'étendant jusqu'à Rs. 25 lakhs, quelque chose qu'il avait publiquement promis à Suru au moment de la finale de Hum Kisi Se Kum Nahin, et Suru quitte les lieux, en colère contre le langage insultant d'Anna envers Vinnie. Cependant, Vishnu parvient à obtenir l'argent de l'oncle de Crocxz qu'il convainc après que Suru ait perdu espoir lorsque Vishnu se met en colère contre son incapacité à organiser les fonds de l'équipe. Plus tard, ils se préparent à aller à Las Vegas, mais Vinod apprend de Vishnu lui-même que ce dernier a des arrière-pensées pour aller à Vegas, et, en fait, il avait délibérément impressionné Suru et ses amis pour trouver une issue à son plan. Après avoir atteint Las Vegas, ils remportent les qualifications. Plus tard, Vishnu quitte l'hôtel avec l'argent de l'équipe pour rencontrer son fils Manu, dont la mère Swati, l'ex-femme de Vishnu, est mariée à un autre homme et a évolué dans la vie. Son fils Manu le reconnaît, lui, son art et ses réalisations, et Vishnu part le cœur satisfait.
Pendant ce temps, Vinnie est blessé à cause d'une répétition excessive et est remplacé par Olive, une jeune fille américaine d'origine indienne partielle, et Vishnu le découvre en remerciant son ami Gopi, qui travaille dans un bar-hôtel. Au même moment, Suru est enragé lorsqu'il découvre que Vishnu a disparu et tente de procéder à des jam sessions tout seul, mais en vain. Vishnu revient alors qu'il tente de sauver la situation de Suru de l'équipe allemande alors qu'ils se battent, admettant plus tard qu'il avait fait une « erreur » en partant sans permission bien qu'il ne voulait pas perdre une famille qu'il avait rêvé de créer depuis des années. Il s'excuse ; Suru, cependant, réaffirme que Vishnu est le chorégraphe de l'équipe et ils se réconcilient, et l'équipe entre en finale. Au cours des répétitions, Olive se rapproche de Suru, et un Vinnie jaloux affronte finalement Suru, qui a d'abord du mal à lui avouer son amour car ils étaient les meilleurs amis d'enfance, mais finit par se remettre avec elle. Bien qu'Olive ait des sentiments pour Suru, une conversation en personne avec Vinnie assure à Olive que Suru avait ce charme inhérent sans rien à voir avec sa douceur, et Olive accepte de continuer avec les Indian Stunners après la guérison de Vinnie. L'équipe entre en finale, où la santé de Vinod se détériore lors d'un « assemblage » de l'équipe, et la formation s'effondre soudainement alors même que son ami D, qui était au courant de son problème de tuberculose, essaie de le soutenir. Tout le monde a presque abandonné après l'accident lorsque Vinod essaie d'encourager Suru, qui renonce à l'accident et les autres reviennent pour faire la formation avec succès avec Vinod en bas. Bien qu'ils ne parviennent pas à remporter la compétition, ils gagnent le cœur de millions de personnes, Suru prêtant sa voix off au récit des leçons de motivation de sa mère sur la danse.

## Distribution
- Prabhu Deva : Vishnu
- Varun Dhawan : Suresh Mukund
  - Tyler Mizak : Young Suresh
- Shraddha Kapoor : Vinita "Vinnie" Sharma
- Sushant Pujari : Vernon Monteiro
- Jack Gill : Jack
- Lauren Gottlieb : Olive
- Raghav Juyal : Raghav "Crocxz"
- Dharmesh Yelande : Dharmesh a.k.a. "D"
- Punit Pathak : Vinod
- Tisca Chopra : Swati Kashyap, l'ex-femme de Vishnu
- Murali Sharma : Shetty Anna
- Pavan Rao : Pavan
- Dipak Salve : Dipak
- Sandip Sable : Sandi
- Nikhil Kasare : Nikhil
- Prachi Shah : Padmashree Durga Devi, la mère décédée de Suru
- Alina Kumar : Mayuri
- Sumeet Pendam : Sumeet
- Jineet Rath : Manav 'Manu' Kashyap, le fils de Vishnu
- Pooja Batra : Pooja Kohli (caméo)
- Shashank Khaitan : juge local pour les qualifications de Bengaluru (caméo)
- Kapil Sharma : lui-même
- Navjot Singh Sidhu : lui-même

## Tournage
ABCD 2 a été tourné à Mumbai, Bangalore et Las Vegas. La fusillade a finalement pris fin en mars 2015. Le jeune duo français talentueux Les Twins (Laurent et Larry Bourgeois) a également été invité à danser en freestyle sur la chanson "Tattoo",. Kapoor est connue pour avoir célébré son 26e anniversaire sur le plateau de tournage du film avec un gâteau de princesse Disney.

## Bande sonore
Distribué et publié par Zee Music Co. dans le cadre de son contrat de 2 ans avec Disney, la bande originale et la musique de fond d' ABCD 2 sont entièrement composées par Sachin Sanghvi et Jigar Saraiya sous le pseudonyme de Sachin-Jigar, tandis que les paroles ont été écrites par Mayur Puri, avec Badshah, Rimi Nique et D. Soldierz fournissant des paroles supplémentaires, tandis que Priya Saraiya a écrit et chanté la chanson "Sun Saathiya", dont une version scratch a été présentée dans ABCD: Any Body Can Dance . L'album audio est sorti le 22 mai 2015.
Une version reprise et non créditée de « Vande Mataram » apparaît pendant le générique de fin. La version est chantée par Sachin et Jigar.
Une reprise de « Bezubaan Phir Se » a également été publiée, chantée par Shraddha Kapoor et Neel Sharma, avec le rap anglais écrit par Sharma et les paroles en hindi empruntées à Puri.

## Prix et nominations
| Année | Cérémonie de remise des prix | Catégorie                                            | Bénéficiaire(s) et candidat(s)                   | Résultat   | Réf. |
| ----- | ---------------------------- | ---------------------------------------------------- | ------------------------------------------------ | ---------- | ---- |
| 2015  | Prix de la musique Mirchi    | Chanson de l'année                                   | "Chunar"                                         | Nomination | ,    |
| 2015  | Prix de la musique Mirchi    | Album de l'année                                     | Sachin-Jigar, Mayur Puri, Priya Saraiya          | Nomination | ,    |
| 2015  | Prix de la musique Mirchi    | Chanteur masculin de l'année                         | Arijit Singh – « Chunar »                        | Nomination | ,    |
| 2015  | Prix de la musique Mirchi    | Compositeur de musique de l'année                    | Sachin-Jigar – « Chunar »                        | Nomination | ,    |
| 2015  | Prix de la musique Mirchi    | Parolier de l'année                                  | Mayur Puri – « Chunar »                          | Nomination | ,    |
| 2015  | Prix de la musique Mirchi    | Prochaine chanteuse de l'année                       | Shraddha Kapoor - "Bezubaan Phir Se (Débranché)" | Nomination | ,    |
| 2015  | Prix de la musique Mirchi    | Meilleur ingénieur du son (enregistrement et mixage) | Eric Pillai - "Sun Saathiya"                     | Nomination | ,    |
| 2015  | Prix de la musique Mirchi    | Meilleure musique de fond                            | Sachin-Jigar                                     | Nomination | ,    |